# Gracixalus waza
Gracixalus waza é uma espécie de anfíbio anuro da família Rhacophoridae. Está presente no Vietname. A UICN classificou-a como quase ameaçada.